# Heinrich Hess
Heinrich Hess (Vienna, 29 dicembre 1857 – Vienna, 7 settembre 1944) è stato un alpinista, scrittore e imprenditore austriaco, autore di numerose guide alpine è considerato lo sviluppatore turistico della regione del  Gesäuse e un alpinista dotato tecnicamente nelle scalate delle scalate delle Alpi. Nel 1878 Hess fu uno dei fondatori del Club Alpino Austriaco (membro onorario nel 1929), dal 1878 al 1888 fu redattore dell'"Österreichische Alpen-Journal", dal 1889 al 1919 del "Mitteilungen" e dal 1895 al 1919 della rivista (annuario) del Club Alpino Tedesco e Austriaco.

## Biografia
Heinrich Hess dopo aver frequentato l'accademia commerciale di Vienna, lavorò prima come impiegato commerciale, poi come proprietario di un'azienda di esportazione di madreperla e infine, fino all'età di 82 anni, come socio in una fabbrica di accessori sempre a Vienna. Grazie a questa sicurezza finanziaria, non solo riuscì a conseguire grandi successi alpinistici, ma anche a intraprendere la carriera di scrittore. Hess divenne popolare come autore e pubblicista della prima guida dei monti Gesäuse, che fu la prima guida in lingua tedesca di una regione alpina quando fu pubblicata nel 1884. Quando era uno studente di economia a Vienna, insieme ad alcuni amici che condividevano le sue stesse idee sull'alpinismo e lo sviluppo del turismo connesso, fondò un'associazione alpina del Club turistico austriaco, "Die lustige Almbuam", che quattro anni dopo adottò il nome "D'Ennstaler". Dalla settima edizione del 1921, Eduard Pichl apparve come coautore. Fino al 1954 seguirono complessivamente dieci edizioni, la decima fu ristampata nel 1971. Solo nel 1988, più di cento anni dopo la prima pubblicazione, Willi End poté presentare una nuova edizione completa della Guida del Gesäuse come guida del Club Alpino Austriaco e colmare una lacuna nella letteratura delle guide che esisteva da decenni. Il rifugio nel Gesäuse prende il nome da Heinrich Hess.
Illustratore alpino firmò il primo volume del Club Alpino Austriaco (Ö.AZ) nel 1879, che curò con Julius Meurer nel 1887 e in modo indipendente nel 1888. L'anno successivo, il Club Alpino Tedesco e Austriaco (Deutscher und Österreichischer Alpenverein); (DuÖAV), lo assunse come redattore,prima del "Mitteilungen", poi dal 1895 della "Zeitschrift". Utilizzò con successo la sua conoscenza della montagna anche per pubblicare guide di alta montagna. La serie iniziò con la monografia "Gstatterboden:m Gesäuse" (1880), seguita nel 1884 dalla "Guida speciale attraverso il Gesäuse e le montagne dell'Ennstal tra Admont ed Eisenerz" (nona edizione con Eduard Pichl, 1930). Per le "Guide illustrate di Hartleben" curò gli Alti Tauri (1886), che prediligeva come meta per le sue escursioni sui ghiacciai, poi le Alpi della Zillertal e il Gruppo delle Vedrette di Ries (1887) e, come le più occidentali, le Alpi Venoste e dello Stubai (1889). Oltre alla nuova edizione di "Tirol und Bayerisches Hochland" (Tirolo e Altopiano Bavarese) di Trautwein, pubblicò "Hochturist" con Purtscheller nel 1894.  Da bambino Hess soffriva di debolezza polmonare, per questo il suo medico gli prescrisse esercizi di arrampicata sulle rocce di Vorderbrühl nella Bassa Austria e forgiato negli anni di pratica diventò un alpinista dotato tecnicamente e un pioniere dell'arrampicata senza guida; nel 1868, sempre "senza guida", scalò il Wiener Schneeberg e nel 1869 il Rax nella Catena Rax-Schneeberg. Nel 1873 salì sull'Ankogel e due anni dopo sul Kitzsteinhorn e sul Großvenediger. L'anno successivo nel 1876 conquistò la sua consacrazione alpina con la prima scalata dell'Obere Bockkarscharte (Keilscharte, 3.125 m) nel gruppo del Glockner e nello stesso anno salì sulla vetta  dell'Ennstaler. L'11 giugno 1876 scalò la vetta del "Cervino stiriano", il Reichenstein, accompagnato da E. Gerstenberg e dall'anziana guida alpina  M. Krachler  detto "Spreiz" che aveva già scalato in passato la montagna.  
Nel 1877 Hess ottenne una bellissima vittoria sulla vetta del Kleiner Buchstein, che fino ad allora era considerata inviolata e "inscalabile" e lo sarà anche dopo la sua ascesa. Nel 1884 raggiunse per la prima volta l'Hochtor e il Rosskuppe da nord attraverso il Roßkuppengrat. Nel giugno del 1881 Hess giunse secondo in una gara di arrampicata sul Großer Ödstein. Altre salite  le compì sul Buchstein (direttamente sopra la parete della vetta - 1884), sul Sparafeld (da nord, in solitaria, 1885), sul Hochtausing (primo tentativo 1884), il tentativo sulla parete nord del Reichenstein (1885, sempre in solitaria, le frane che lo colpirono lo costrinsero a tornare indietro), e sul Bosruck (1890, nuova via).

## Carriera alpinistica

### Prime salite
- Planspitze l'11 giugno 1877, guidato da Andreas Rodlauer;
- Planspitze, parete nord "Wasserfallweg" nel suo stato originale, senza i dispositivi di sicurezza che furono installati successivamente, il 5 luglio 1877;
- Kleiner Buchstein da nord est (1.985  m s.l.m.) il 29 agosto 1877 con E. Gerstenberg e Andreas Rodlauer.

### Ascensioni
- 1876 Prima salita dell'Haindlkarwand, parete sud "Schneelochpfeiler", 2.319 m, (Alpi dell'Ennstal, Gesäuse);
- 1876 Prima salita dell'Hochtor, cima sud-ovest (principale), parete sud "Schneelochpfeiler", 2.369 m, (Alpi dell'Ennstal, Gesäuse);
- 1876 Prima salita dell'Hochtor via Rinnerstein, 2.369 m, (Alpi dell'Ennstal, Gesäuse);
- 1876 Prima salita dello Schwarzköpfl, versante nord-est, 3.120 m, (Gruppo del Glockner, Alti Tauri);
- 1877 Prima salita dell'Hintere Schwärze, cresta nord, 3.682 m, (Alpi Venoste);
- 1877 Primo tentativo al Planspitze per il versante sud-sudovest, 2.117 m, (Alpi dell'Ennstal, Gesäuse);
- 1877 Primo tentativo al Planspitze, parete nord "Wasserfallweg", 2.117 m, (Alpi dell'Ennstal, Gesäuse);
- 1877 Primo tentativo all'Hochtor "Peternpfad", II, 2.369 m, (Alpi dell'Ennstal, Gesäuse);
- 1877 Primo tentativo al Kleiner Buchstein-cima Est, 1.990 m, (Alpi dell'Ennstal);
- 1877 Primo tentativo al Kleiner Buchstein-cima nord, 1.990 m, (Alpi dell'Ennstal);
- 1877 Primo tentativo al Kleiner Buchstein, cima centrale-parete nordovest, 1.990 m, (Alpi dell'Ennstal);
- 1877 Primo tentativo a Kleiner, Cima Buchstein-Middle dall'Ennstaler Hütte, 1.990 m, (Alpi dell'Ennstal);
- 1877 Prima salita della vetta nord-est del Kleiner Buchstein dalla forcella nord-est, 1.990 m, (Alpi dell'Ennstal);
- 1878 Salita del Kitzsteinhorn, 3.202 m, (Gruppo del Glockner, Alti Tauri);
- 1881 Salita della cresta sud-ovest del Kleiner Ödstein, 2.081 m, (Alpi dell'Ennstal, Gesäuse);
- 1881 Terza salita del Großer Ödstein attraverso la cresta sud-ovest "Kirchengrat", III, dislivello 995 m, 2.335 m, (Alpi dell'Ennstal, Gesäuse);
- 1884 Prima salita della cresta sud-ovest Rosskuppe, 2.154 m, (Alpi dell'Ennstal, Gesäuse);
- 1884 Prima salita della cresta Rosskuppen-Dachl all'Hochtor, 2.369 m (Alpi dell'Ennstal, Gesäuse);
- 1884 Prima salita della cresta est dell'Hochtausing da Wörschach, 1.823 m, (Monti Totes);
- 1884 Prima salita alla parete nordorientale dell'Admont Reichenstein "Variante d'ingresso Hess", 2.251 m, (Alpi dell'Ennstal, Gesäuse);
- 1884 Prima salita alla parete nordorientale dell'Admont Reichenstein "Variante Hess parete media", 2.251 m, (Alpi dell'Ennstal, Gesäuse);
- 1884 Prima salita alla cresta nordorientale del Grosser Buchstein "Wenger Steig", 2.224 m, (Alpi dell'Ennstal, Gesäuse);
- 1884 Prima salita alla cresta nordorientale del Dachl "Dachlgrat", 2.204 m, (Alpi dell'Ennstal, Gesäuse);
- 1884 Prima salita al Dachl - salita sud, 2.204 m, (Alpi dell'Ennstal, Gesäuse);
- 1884 Prima salita all'Hochtor, cima sudovest (principale); - versante nord, (Alpi dell'Ennstal, Gesäuse);
- 1884 Prima salita all'Hochtor - cima sudovest (principale); - Roßkuppengrat, 2.369 m, (Alpi dell'Ennstal, Gesäuse);
- 1885 Prima salita Sparafeld - cima principale - salita nord, 2.247 m, (Alpi dell'Ennstal, Gesäuse); (19.04.1885);
- 1885 Prima salita dallo Sparafeld - cima principale - cresta nordovest, 2.247 m, (Alpi dell'Ennstal,Gesäuse);
- 1885 Prima salita del Kleiner Buchstein, cima centrale, 1.990 m, alla Hessturm, 1.819 m, (Alpi dell'Ennstal, Gesäuse);
- 1885 Prima salita del Natterried allo Scheiblingstein, 2.200 m, (Alpi dell'Ennstal, Gesäuse);
- 1885 Prima salita del Grosser Scheiblingstein, cresta est, 2.200 m, (Alpi dell'Ennstal, Gesäuse);
- 1885 Prima salita del Bärenkarmauer (Torre delle Streghe), cima nordest - parete sudovest, 2.172 m, (Alpi dell'Ennstal, Gesäuse);
- 1885 Prima salita del Kreuzmauer - cima nordest - cresta sudest, 2.091 m, (Alpi dell'Ennstal, Gesäuse);
- 1885 Primo tentativo del Kreuzmauer, cima nordest - cresta sudovest, 2.091 m, (Alpi dell'Ennstal, Gesäuse);
- 1885 Primo tentativo all'Hessturm tramite salita sud-est, 1.819 m, (Alpi dell'Ennstal, Gesäuse);
- 1886 Primo tentativo al Brennkogel - cima principale - salita sud "Variante Hess", 3.018 m, (Gruppo del Glockner, Alti Tauri);
- 1887 Primo tentativo al Wilder Pfaff - versante nord "Hess-Purtscheller-Führe", III, 3.458 m, (Alpi dello Stubai);
- 1887 Primo tentativo al Wilder Freiger - cresta sudovest, II, 3.418 m, (Alpi dello Stubai);
- 1887 Primo tentativo al Moarer Weißen da ovest, 2.967 m, (Alpi dello Stubai);
- 1887 Primo tentativo unico al Pflerscher Tribulaun, III, 3.097 m, (Alpi dello Stubai);
- 1887 Prima salita al Botzer - versante sud-est, 3.251 m, (Alpi dello Stubai meridionali, Alto Adige);
- 1887 Prima salita al Botzer da sud, 3.251 m, (Alpi dello Stubai meridionali, Alto Adige);
- 1887 Prima salita al Ruderhofspitze, fianco est, 3.473 m, (Alpi dello Stubai);
- 1887 Prima salita all'Hochvernagtwand, 3.400 m, (Alpi Venoste);
- 1887 Prima salita all'Hintere Schwärze - cresta nord, II-III, 3.628 m, (Alpi Venoste);
- 1887 Prima salita all'Hochthron, cresta sud, III-, 2.369 m, (Tennengebirge);
- 1887 Prima salita al Fanatspitze, 3.361 m, (Alpi dell'Ötztal);
- 1887 Prima salita al Kleinleitenspitze, 3.445 m, (Alpi dell'Ötztal);
- 1887 Prima salita al Querkogel, 3.448 m, (Alpi dell'Ötztal);
- 1887 Prima salita al  Sexegertenspitze settentrionale, 3.350 m, (Alpi dell'Ötztal);
- 1887 Prima salita al Glockturm, spigolo nordest, 3.355 m, (Alpi Venoste);
- 1887 Prima salita al Brochkogel posteriore-cresta ovest dal Brochkogeljoch, 3.635 m, (Alpi Venoste);
- 1887 Prima salita al Petersenspitze, 3.484 m, (Alpi Venoste); *1887 Prima salita al Hochvernagtspitze-cresta nordest, 3.530 m, (Alpi Venoste);
- 1887 Prima salita al Hochvernagtspitze-cresta nordovest in discesa, 3.530 m, (Alpi Venoste);
- 1887 Prima salita al Hochvernagtwand, 3.400 m, (Alpi Venoste);
- 1887 Prima salita e salita dell'Hintere Karlesspitze da Falginjoch, 3.160 m, (Alpi Venoste);
- 1887 Prima salita e salita al Vordere Karlesspitze da Falginjoch, 3.231 m, (Alpi Venoste);
- 1887 Prima salita al Firmisanschneide-cresta sud-est, 3.491 m, (Alpi Venoste);
- 1887 Prima salita al Hintere Schwärze-cresta nord, 3.628 m, (Alpi Venoste);
- 1887 Prima salita al Sturzhahn via est cresta, 2.028 m, (Monti Totes);
- 1887 Prima salita al Mutmalspitze, cresta sud-est, 3.528 m, (Alpi Venoste);
- 1888 Prima salita al Grosslitzner, cresta nord-est fino alla Litznerscharte, 3.109 m, (Gruppo del Silvretta);
- 1888 Prima salita al Verstanklahorn, cima est, 3.260 m, (Gruppo del Silvretta);
- 1888 Prima salita dalla Madlener Haus a quota 3.186 m, (Gruppo del Silvretta);
- 1888 Primo tentativo sul Sass Rigais, fianco est - cresta est, II, 3025 m, (Gruppo delle Odle, Dolomiti);
- 1890 Primo tentativo sul Bosruck tramite salita da sud-ovest, 1.992 m, (Alpi dell'Ennstal);
- 1890 Primo tentativo sul Kesselkargrat, cima est - cresta est in discesa, 1.925 m, (Alpi dell'Ennstal);
- 1891 Primo tentativo sul Planspitze, cresta sud-est, 2.117 m, (Alpi dell'Ennstal, Gesäuse);
- 1891 Primo tentativo sull'Hochgolling, cresta nord-est, 2.862 m, (Tauri di Schladming e di Murau);
- 1891 Primo tentativo sul quarto bambino di Watzmann (Watzmann Jungfrau); tramite il fianco est, 2.270 m, (Alpi di Berchtesgaden);
- 1992 Prima salita alla cresta nord-est del Bosruck, 1.992 m, (Alpi dell'Ennstal);
- 1892 Prima salita al Kreuzmauer, cima nordest, versante sud, 2.091 m, (Alpi dell'Ennstal, Gesäuse);
- 1892 Prima salita al Grosser Pyhrgas versante sud-est, 2.244 m, (Alpi dell'Ennstal, Gesäuse);
- 1896 Prima salita al Lugauer cima nordest, parete sud-est "Rauchfangwand-Route Hess" (Alpi dell'Ennstal, Gesäuse);
- 1896 Prima salita alla parete nord dell'Hochtor "Pfannl-Maischberger-Weg", III-IV, 900 m, 2.365 m, (Alpi dell'Ennstal, Gesäuse);
- 1902 Prima salita alla parete sud del Mont Blanc de Tacul, 4.249 m, (zona del Monte Bianco); al Grossglockner 3.798m, (Gruppo del Glockner, Alti Tauri); al Dachstein, 2.995m, (Monti del Dachstein); sul Hochkönig, 2.941m, (Alpi di Berchtesgaden); all'Ackerlspitze, 2.329 m, (Wilder Kaiser); al Hochtenn (Hoher Tenn) 3.368 m, (Gruppo del Glockner, Alti Tauri); al Persailhorn, 2.350m, (Steinernes Meer, Alpi di Berchtesgaden); al Dock, 2.458 m, (Steinernes Meer, Alpi di Berchtesgaden)[1].

## Pubblicazioni
- "Il turista alpino nelle Alpi orientali" è un'opera in otto volumi che pubblicò insieme a Ludwig Purtscheller tra il 1894 e il 1930.  Questo libro, pubblicato nella serie Meyers Reisebücher, è stato per decenni un'opera standard della letteratura sulle guide alpine orientali.
- "Il gruppo Oetzthal", in: Club alpino tedesco e austriaco, "Lo sviluppo delle Alpi orientali" (volume II, 1894), pp. 245–376.

Curò inoltre la redazione delle comunicazioni del Club Alpino Tedesco e Austriaco dal 1889 al 1919 e la rivista del Club Alpino Tedesco e Austriaco  (Annuario) dal 1895 al 1919.